# بورجو أوزبيرك
بورجو أوزبيرك  (بالتركية: Burcu Özberk) (من مواليد 12 ديسمبر 1989. بمدينة إسكي شهر تركيا) هي ممثلة مسرح وتلفزيون تركية. بدأت تجربتها على الشاشة من خلال دورها في المسلسل التاريخي حريم السلطان، حيث جسدت شخصية السلطانة هوري جيهان ابنة السلطانة خديجة والوزير إبراهيم باشا. حققت نجاحاً ملحوظاً في مسلسل بنات الشمس، ثم حصلت على أدوار بطولة مطلقة في المسلسلات العريس الرائع والعشق الفاخر وحب منطق انتقام.

## أعمالها
المسلسلات:
- حريم السلطان
- بنات الشمس
- عائلة أصلان
- العشق الفاخر
- العريس الرائع
- الطفولة
- حب منطق انتقام
- الملكة ( مسلسل تركي )
- عميل الحب (دون أن تشعر)

الأفلام:
- حلوى اللوز (4 أجزاء) .

## وصلات خارجية
- بورجو أوزبيرك على موقع IMDb (الإنجليزية)
- بورجو أوزبيرك على موقع قاعدة بيانات الفيلم (الإنجليزية)